# Buddy Elias
Bernhard Paul „Buddy” Elias (n. 2 iunie 1925, Frankfurt am Main, Republica de la Weimar – d. 16 martie 2015, Basel, Cantonul Basel-Oraș, Elveția) a fost un actor evețian și președinte al Fondului Anne Frank, dedicat păstrării memoriei verișoarei sale Anne Frank și gestionării drepturilor de autor obținute în urma publicării Jurnalului Annei Frank.

## Biografie
Elias s-a născut la Frankfurt pe Main (Germania) în 1925. Tatăl său, Erich Elias, a devenit directorul filialei din Basel al companiei Opekta în 1929 și Bernhard s-a mutat acolo în 1931. În 1947 s-a alăturat spectacolului Holiday on Ice și a participat timp de peste zece ani la turnee și mai târziu a jucat ca actor pe scenele teatrelor din Elveția, Marea Britanie, Franța și Germania. La mijlocul anilor 1970 a început să apară din ce în ce mai des în filme și în filme de televiziune, în principal în producții pe tema Holocaustului. Mama lui a fost Helene Frank.
Elias a fost verișorul și ultima rudă supraviețuitoare a diaristei Anne Frank, care a murit în lagărul de concentrare Bergen-Belsen în martie 1945. El a fost președinte al Fondului Anne Frank, înființat la Basel, în 1963, de Otto Frank. Fondul Anne Frank deține drepturile de autor asupra Jurnalului Annei Frank, în calitate de legatar universal al lui Otto Frank (1889-1980), tatăl și moștenitorul Annei Frank.
Elias a trăit la Basel, împreună cu soția lui, Gerti Elias (născută Wiedner), și a murit pe 16 martie 2015. Ei au avut doi copii, Patrick și Oliver, care au devenit actori.

## Filmografie
- 1979: Drei Damen vom Grill (serial TV)
- 1979: David
- 1979: The Magician of Lublin
- 1981: Wie der Mond über Feuer und Blut
- 1981: Charlotte
- 1982: The Magic Mountain
- 1982: Kassettenliebe
- 1983: Das Traumschiff
- 1987: Die Schwarzwaldklinik
- 1987: Peng! Du bist tot!
- 1989–1992: Mit Leib und Seele (serial de televiziune ZDF)
- 1990: Die Frosch-Intrige
- 1991: Bronsteins Kinder
- 1993: Wolffs Revier
- 1995: Mutters Courage
- 1998: Totalschaden
- 1999: St. Angela
- 1999: Tatort (episodul Bienzle und die lange Wut)
- 2002: Edel & Starck (episodul Das Soufflé der Götter)
- 2004: Bella Block (episodul Hinter den Spiegeln)
- 2004: Was nützt die Liebe in Gedanken
- 2006: Alles Atze (episodul Die Rückkehr des Lehrers)
- 2009: Hunkeler und der Fall Livius
- 2014: The Monuments Men

## Piese de teatru radiofonic
- Die Abenteuer des Odysseus. Buch Jürgen Knop, Regizor Ulli Herzog, 1982.
- Hugo Rendler: Finkbeiners Geburtstag. Radio-Tatort, SWR 2010.
- Bibi Blocksberg: Ein verhexter Urlaub
- Benjamin Blümchen - în rolul Rudi Rundleder.

## Premii
- 2007: Basler Stern[8]
- 2012: Ehrenplakette der Stadt Frankfurt am Main (Medalia de Onoare a orașului Frankfurt pe Main)[9] de